# Prosperite
La prosperite è un minerale.